# Not The Cosbys XXX
Not The Cosbys XXX ist eine amerikanische Pornofilm-Parodie aus dem Jahr 2009 auf die US-amerikanische Fernsehserie Die Bill Cosby Show aus den achtziger Jahren. Der Film wurde bei den AVN Awards unter anderem als Best Parody ausgezeichnet und erhielt im Jahr 2010 eine Fortsetzung.

## Wissenswertes
Der Film hatte ein aufwendiges Casting, damit die Darstellerinnen den Schauspielerinnen der Fernsehserie ähnlich sehen. Auch die Anfangssequenz ist einer echten Cosbyshow nach empfunden.

## Auszeichnungen
- 2009: NightMoves Award – Best Parody/Comedy Release (Editor´s Choice)
- 2010: AVN Award – Best Parody[1]
- 2010: AVN Award – Best Non-Sex Performance (Thomas Ward)[1]

## Fortsetzung
Im Jahr 2010 wurde Not The Cosbys XXX 2 veröffentlicht. Regie führte wieder Will Ryder und Darsteller sind: Ashlyn Rae, Cassidy Clay, Dick James, Emy Reyes, Eric Swiss, Jenny Hendrix, Kelly Skyline, Kris Slater, Madison Scott, Melody Nakai, Misty Stone, Monica Foster, Nicole Ray, Nina Devon, Scott Lyons, Tee Reel, Thomas Ward, Tori Black, Tyler Knight, Zeina Heart.